# Gonzalo Martínez (historietista)
Gonzalo Martínez (Santiago, 1961) es un ilustrador e historietista chileno.

## Biografía

### Infancia
Creció en el Santiago de los años 1961
, cuando el cómic en forma de revista de historieta era omnipresente:

Había editoriales chilenas que además de publicar innumerables títulos creados en Chile, publicaban material británico de Fleetway, norteamericano de King Features y español de Selecciones Ilustradas (Ya de niño leí a Giménez, Beá, Maroto o De La Fuente). Teníamos el material argentino de su época de oro que cruzaba la cordillera. Además, la editorial mexicana Novaro publicaba el material de DC comics para toda Latinoamérica. Y teníamos la revista Mampato, un magazine infantil-juvenil de corte cultural que además de artículos de historia, ciencia, humanidades, arte y tecnología publicaba lo mejor de la historieta chilena junto a una selección de lujo de la BD franco-belga de la época.

### Carrera como historietista
Es arquitecto de la Universidad de Chile, y fue trompetista de jazz.
Junto con Fyto Manga, Pedro Prado y Félix Vega, formó parte del grupo de autores que a fines de los años 1980 permitió a la historieta chilena remontar un periodo alicaído. Su tira Horacio y el Profesor fue publicada entre 1989 y 1999 en el diario El Mercurio y en el banner de cómics del navegador Opera.
Desde 2004 se ha dedicado a la ilustración de historietas en colaboración con guionistas. Sus libros han sido publicados en Chile, Argentina, Colombia, México, Estados Unidos y Nueva Zelanda.
Desde 2011 ha publicado una serie de títulos a razón de un libro por año para la editorial neozelandeza Beyond Reality Media. En 2012 publicó la novela gráfica Mocha Dick: La leyenda de la ballena blanca, escrita por Francisco Ortega y basada en la historia de un cachalote albino que vivió en el océano Pacífico a comienzos del siglo XIX. En 2019 la novela gráfica fue adaptada a la obra de teatro homónima por la compañía La Mona Ilustre.
Como influencia en su obra, Martínez reconoce a autores como Hergé, a través de su personaje Tintín, y las historietas clásicas de aventuras de autores como Hugo Pratt.

### Docencia
Es profesor del curso “Introducción a la narrativa gráfica” del diplomado de ilustración de la Facultad de Artes de la Pontificia Universidad Católica de Chile y del diplomado de apreciación estética del libro infantil y juvenil del Instituto de Estética de la Facultad de Filosofía de la misma universidad.

## Títulos seleccionados
- Road Story,  basado en el cuento homónimo de Alberto Fuguet[5]
- Quique Hache, novela gráfica, junto a Sergio Gómez, para Editorial Santillana Infantil y Juvenil.[5]
- Detective, novela gráfica
- Mocha Dick, novela gráfica con guion de Francisco Ortega, ganadora del Premio Marta Brunet 2013.[5] Portada de Félix Vega.
- Álex Nemo y la Hermandad del Nautilus, novela gráfica con guion de Francisco Ortega